# Psoglav

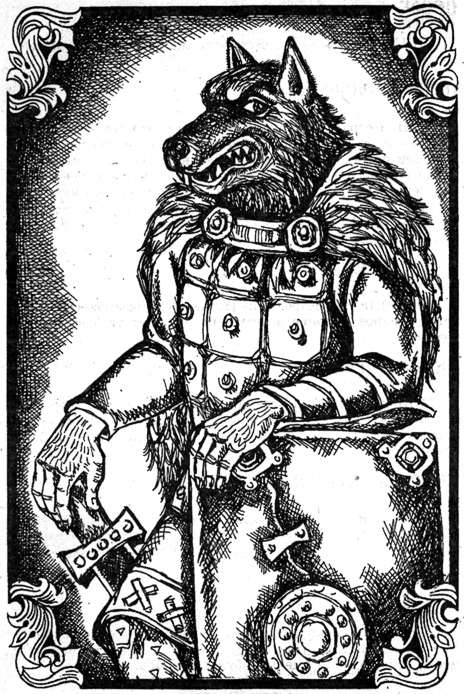
Psoglav

Psoglav (in serbo Псоглав?, letteralmente "dalla testa di cane") è una creatura mitica demoniaca della mitologia slava.

## Descrizione
La credenza al suo riguardo esisteva in alcune parti della Bosnia e del Montenegro.  Psoglav veniva descritto come avente un corpo umano con zampe di cavallo, una testa di cane con denti di ferro e un singolo occhio sulla fronte.
Gli psoglavi venivano descritti come viventi in caverne o in una terra oscura ricca di pietre preziose, ma senza sole. Praticavano l'antropofagia, mangiando persone o addirittura dissotterrando i cadaveri dalle tombe per mangiarli. In croato il termine è psoglavac, e in sloveno è psoglavec. Ci sono numerose leggende su di loro, in particolare sulla penisola istriana in Croazia.